# 1606 en arts plastiques
| Années des arts plastiques : 1603 - 1604 - 1605 - 1606 - 1607 - 1608 - 1609    |
| Décennies des arts plastiques : 1570 - 1580 - 1590 - 1600 - 1610 - 1620 - 1630 |

La Madone des pèlerins, du Caravage.

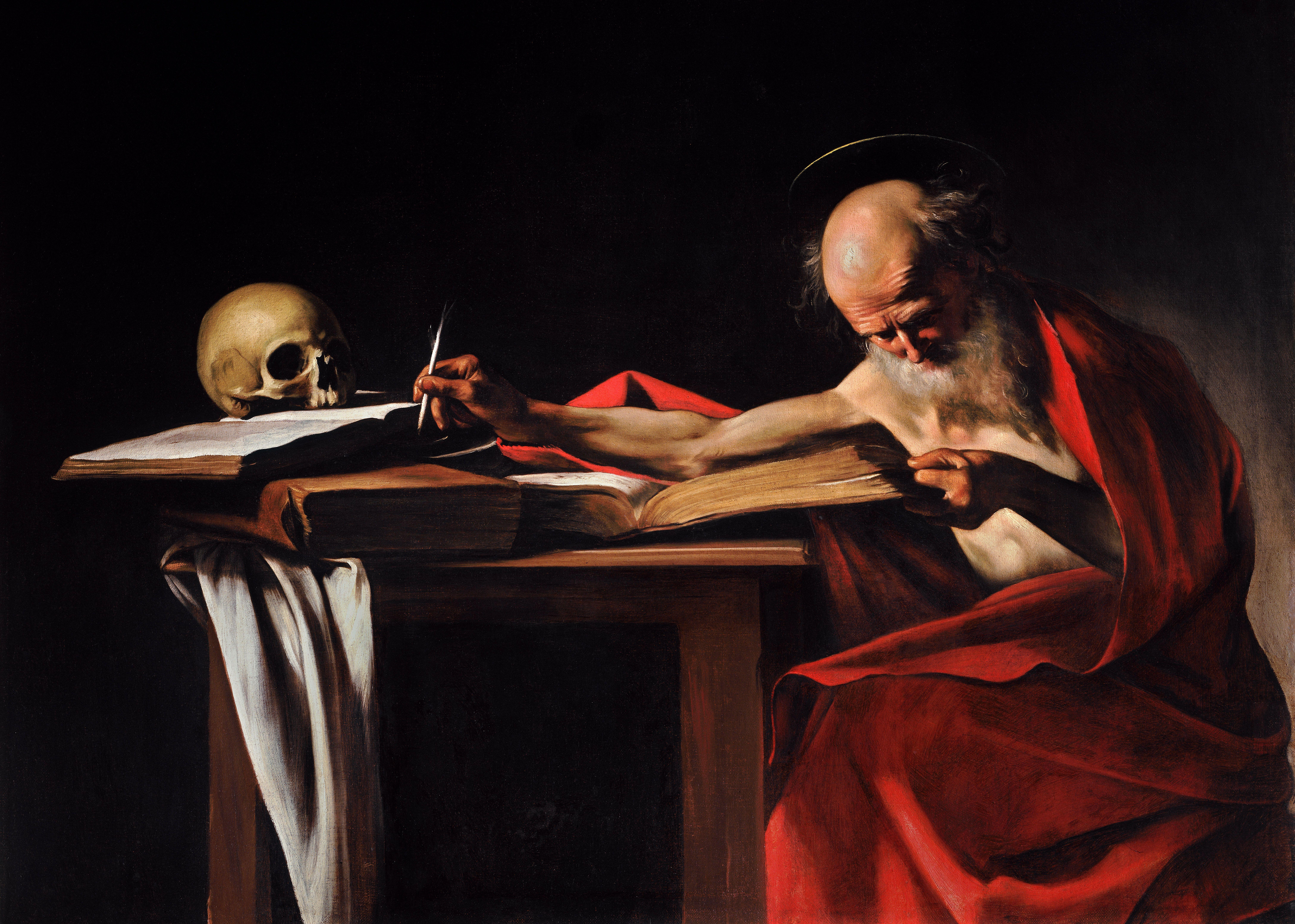
Saint Jérôme écrivant, du Caravage.

Cette page concerne l'année 1606 en arts plastiques.

## Œuvres
- Achèvement de la Madone des pèlerins : tableau du Caravage
- La Mort de la Vierge : tableau du Caravage

## Naissances
- 7 février : Nicolas Mignard, peintre baroque et graveur français († 20 mai 1668),
- 27 février : Laurent de La Hyre, peintre français († 28 décembre 1656),
- 12 mai : Joachim von Sandrart, peintre et graveur allemand († 14 octobre 1688),
- 15 juillet : Rembrandt (Harmenszoon van Rijn), peintre et graveur néerlandais († 4 octobre 1669),
- 31 juillet : Anthonie Jansz. van der Croos, peintre néerlandais († 8 mars 1662),
- ? octobre : Grégoire Huret, dessinateur et graveur au burin français († 4 janvier 1670),
- ? :
  - Charles Errard, peintre et architecte français († 25 mai 1689),
  - Jan Treck, peintre néerlandais († 25 septembre 1652).

## Décès
- 13 mars : Levinus Hulsius, libraire, écrivain, notaire public, éditeur, imprimeur et graveur allemand (° 1550),
- 6 août :  Ottaviano Mascherino, architecte, sculpteur et peintre italien (° 1536),
- 11 septembre : Carel van Mander, peintre et écrivain flamand (° mai 1548),
- ? :
  - Giovanni Maria Butteri, peintre maniériste italien (° 1540),
  - Gillis van Coninxloo, peintre de paysage flamand de l'école d'Anvers (° 1544),
  - Paolo Farinati, architecte, graveur et peintre italien (° 1524),
  - Luis de Velasco, peintre espagnol (° vers 1530),
- 1606 ou 1607 :
- Alessandro Casolani, peintre de l'école siennoise (° vers 1552).